# Verkauft und verloren

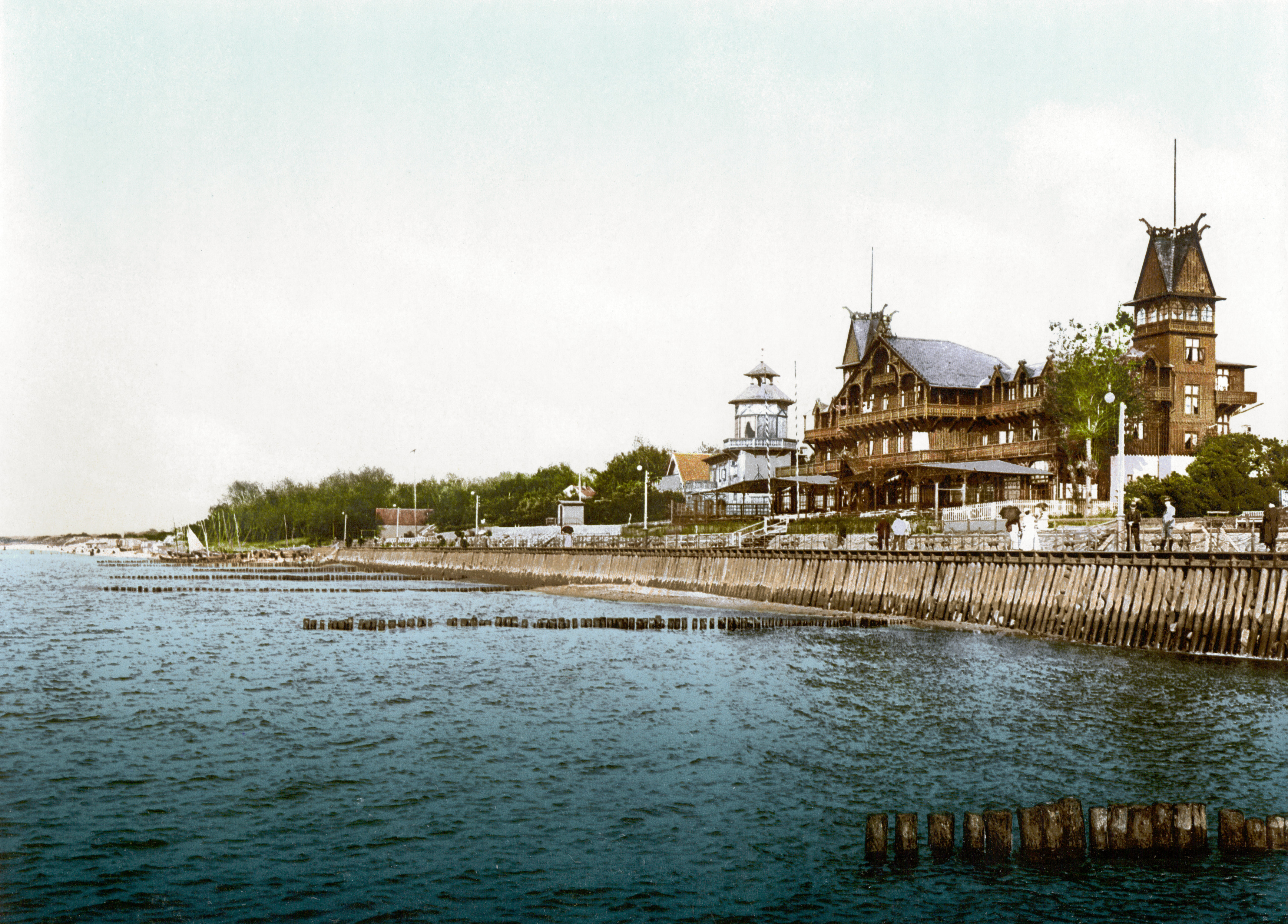
Der ostpreußische Badeort Cranz um 1900

Verkauft und verloren ist ein Roman (Familienroman, Liebesroman), den Marie Bernhard 1894 im Dresdener Verlag Edgar Pierson publiziert hat.
Der Roman erzählt die Geschichte des Geschichtsprofessors Roderich Norrmann, der nach dem Wunsch seiner älteren Schwestern eine junge Verwandte heiraten soll. Statt in diese verliebt er sich in eine schöne Sängerin, die seine Neigung auch erwidert, als Fünfzehnjährige aber einem anderen die Ehe versprochen hatte.

## Handlung
Ort der Handlung ist der Ostseebadeort Cranz, die Zeit die Gegenwart der Autorin, also die 1890er Jahre. In einem Gasthaus erwarten die Schwestern Alexe, Larissa und Leopoldine („Polde“) die Ankunft ihres viel jüngeren, 37-jährigen Bruders Roderich. Roderich, ein bedeutender Altertumsforscher, bedarf infolge seiner rastlosen Arbeit dringend der Erholung. Auch wollen die Schwestern den gemeinsamen Ferienaufenthalt nutzen, ihm eine geeignete Braut zuzuführen. Roderich hatte als junger Mann, infolge einer Liebesenttäuschung, dem weiblichen Geschlecht abgeschworen. Die Wahl der Schwestern ist auf die noch sehr junge, aber wohlhabende Adele Dorn gefallen, eine angeheiratete Nichte von Alexe, der verwitweten ältesten Schwester.
Nach seiner Ankunft verliebt Roderich sich jedoch keineswegs in die junge Verwandte, sondern bereits auf den ersten Blick in die geheimnisvolle Opernsängerin Adrienne York, die mit ihrer Zofe Madeleine im Obergeschoss des Gasthauses einquartiert ist. Madeleine und Roderichs Diener Franz erscheinen in dem Roman als Buffopaar, das schnell zueinander findet und am Ende auch heiratet. Auch für Adele findet sich ein möglicher Partner: der junge Dr. Felix Maiwaldt, ein Protegé Roderichs. Felix hat noch keine feste Anstellung, die ihn ernähren könnte, und wird darum den Sommer über den Sohn des Grafen Frankenstein als Privatschüler unterrichten.
Einer Kontaktaufnahme Roderichs zu Adrienne steht zunächst seine Schwester Alexe im Wege, die sich bei Adrienne über deren nächtlichen Gesang beschwert und behauptet, eigentliches Opfer der Ruhestörung sei Roderich gewesen. Als Roderich durch Adele davon erfährt, sucht er Adrienne erstmals auf und stellt die Angelegenheit richtig; ihr Singen hat ihn tatsächlich überaus beglückt. Roderich und Adrienne sehen sich von da an häufig. Adrienne erzählt ihm ihre Geschichte: Ihre Mutter, eine deutsche Sängerin, hatte einen Engländer geheiratet, der die künstlerische Tätigkeit seiner Frau stets abgelehnt hatte, aber früh starb. Auch sie, Adrienne, hatte als Mädchen glühend Gesang studieren wollen. Möglich wurde dies jedoch erst durch die Großzügigkeit eines russischen Barons. Adrienne hebt an, Roderich zu gestehen, dass dieser Russe der Geliebte ihrer Mutter war, verfällt dann aber in Schweigen.
Der eitle Hauptmann Agathon Schnabel hat im Badeort die Funktion des Leiters eines Vergnügungskomitees übernommen und drängt Adrienne, im Rahmen einer Wohltätigkeitsveranstaltung zu singen. Adrienne möchte dies eigentlich nicht, gibt, da auch Roderich sie auf der Bühne sehen möchte, schließlich aber nach. Im Anschluss an das Konzert kommt es zwischen den Liebenden zu einer ersten Umarmung. Adrienne macht die mysteriöse Äußerung, dass zwar sie gebunden sei, aber hoffe, schon in ein paar Wochen für Roderich frei zu werden.
Da mischt Alexe, die von der Liebe ihres Bruders nichts ahnt, sich erneut ein und stiftet Verwirrung, indem sie Adele mitteilt, dass Roderich sie liebe, und dann Roderich berichtet, dass Adele ihn liebe. Auch Felix fällt darauf herein, glaubt, dem verehrten Gelehrten nicht als Rivale entgegentreten zu dürfen, und reist ab, um einige Tage lang seine Mutter und seine Geschwister zu besuchen. Auf der Rückreise nach Cranz nimmt er in seiner Kutsche zwei Russen auf, die mit ihrem Fahrzeug verunglückt liegengeblieben sind: einen Baron Alexander Czertanow und dessen erwachsenen Sohn Iwan.
Czertanow ist kein anderer als der ehemalige Geliebte von Adriennes Mutter und der „Wohltäter“, dem Adrienne ihre Gesangsausbildung verdankt. Freilich hatte er dies nicht selbstlos getan, sondern damit eine vor Zeugen vertraglich festgeschriebene Forderung verbunden, deren Einlösung er von Adrienne jetzt verlangt: Sie soll seinen Sohn, Iwan, heiraten. Um diesem Schicksal zuvorzukommen, hatte Adrienne, die in Wirklichkeit Viola Lindsay heißt, während einer Amerikatournee mit einer unbedeutenden Berufskollegin die Identitäten getauscht. Jetzt zeigt sie, dass sie Czertanow dennoch nicht hat abschütteln können. Falls sie sich weigert, Iwan zu heiraten, will Czertanow einen Skandal anzetteln, der nicht nur ihre Mutter kompromittieren, sondern auch ihre eigene  Karriere für immer vernichten würde.
Adrienne vertraut sich Roderich an. Dass sie seine Nähe gesucht hat, obwohl sie einem anderen versprochen war, kann er ihr nicht verzeihen. Während Adele und Felix Verlobung feiern, scheiden Roderich und Adrienne für immer. Jahre später erlebt er sie, als Elsa, in der Dresdener Semperoper ein letztes Mal auf der Bühne und erfährt, dass Adriennes Ehe mit Iwan unglücklich sei. Er reist für neue Studien in den Orient ab.

## Ausgaben (Auswahl)
- Verkauft und verloren. Pierson, Dresden, Leipzig 1894.
- Verkauft und verloren. Vero, 2013, ISBN 978-3-95738-083-8.